# Johann Friedrich Blumenbach
Johann Friedrich Blumenbach, né le 11 mai 1752 à Gotha et mort le 22 janvier 1840 à Göttingen, est un médecin, anthropologue et biologiste allemand.
Il est considéré comme l'un des principaux fondateurs de la zoologie et de l'anthropologie en tant que disciplines scientifiques comparatives. Ses découvertes sont pour lui l'occasion de prouver que les humains peuvent être classés en races conditionnées par le climat et le mode de vie.
Il fut l'un des premiers à explorer l'étude de l'être humain en tant qu'aspect de l'histoire naturelle. Ses enseignements en anatomie comparée ont été appliqués à sa classification des races humaines, dont il affirme qu'il y en a cinq, caucasienne, mongole, malaise, éthiopienne et américaine.

## Biographie

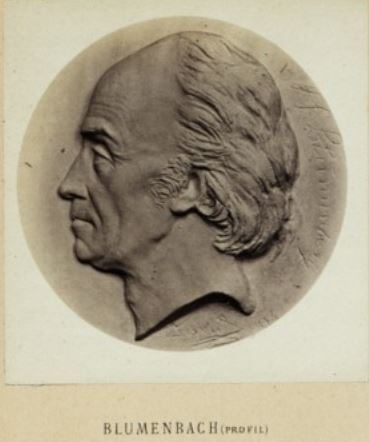
Médaillon par David d'Angers

Il étudie la médecine à Iéna où il est élève de Ernst Gottfried Baldinger et obtient son doctorat à Göttingen en 1775. Il s'intéresse très tôt à l'histoire naturelle et collectionne les squelettes.
Il enseigne l'anatomie à Göttingen durant près de 60 ans et aura une influence considérable sur des générations d'étudiants comme Blasius Merrem (1761-1824), Samuel Thomas Sömmerring (1755-1830), Johann Heinrich Friedrich Link (1767-1851), Christian Rudolph Wilhelm Wiedemann (1770-1840), Heinrich Boie (1794-1827) ou Arnold Adolph Berthold (1803-1861). Il devient membre étranger de la Royal Society en 1793. Pierre Flourens (1794-1867) prononce son Éloge en 1847 devant l'Institut.
Ces traités d’anatomie sont réédités et traduits plusieurs fois durant le XIXe siècle. Des fac-similés de De generis humani varietate nativa et de Über die natürlichen Verschiedenheiten im Menschengeschlechte ont été publiés en 2001.

### Son apport en anthropologie

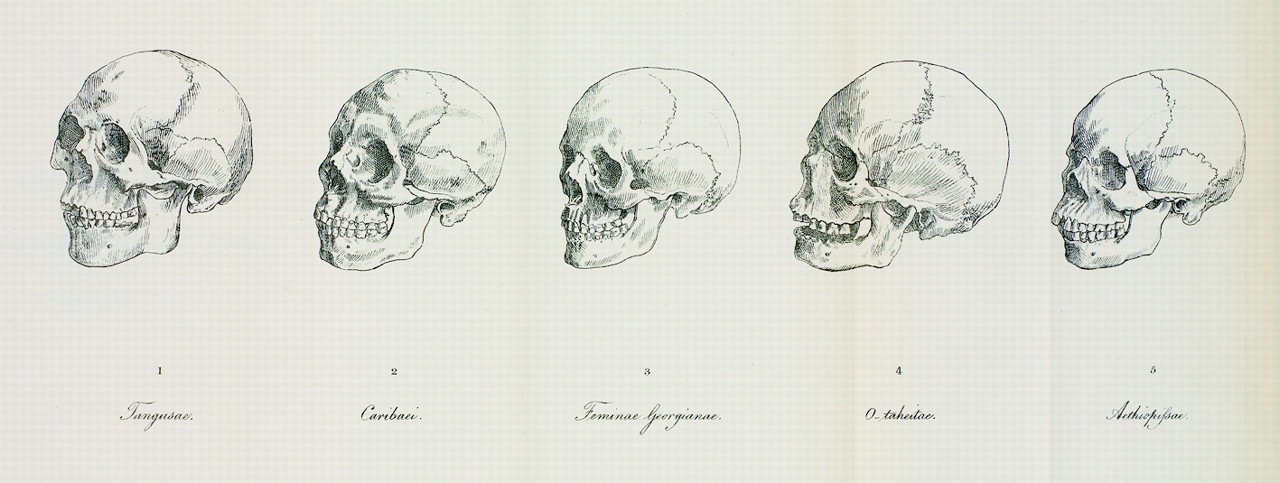
À la suite de ses recherches en craniométrie, Blumenbach proposa de diviser l'espèce humaine en cinq races espèce humaine (de gauche à droite) :
la race mongole ou jaune, la race américaine ou rouge, la race caucasienne ou blanche, la race malaise ou marron, la race éthiopienne ou noire.

Son apport le plus connu en matière d'anthropologie est la définition de la notion de race dans le cas de l'espèce humaine. Cette définition fut victime d'un contresens notable par les commentateurs, et l'on en vint à considérer qu'il était le premier promoteur de la notion d'une race humaine comme groupe fermé doté de caractéristiques héréditaires durables. En réalité, Blumenbach est avant tout le tenant de la théorie dite dégénérationniste, selon laquelle tous les hommes proviennent d'une souche unique, et ne sont différents qu'en vertu de modifications climatiques progressives et réversibles. C'est ce qu'il appelle le phénomène de la dégénération (Abartung). Il considère de fait les races comme des êtres de raison, des instruments d'approximation pour saisir la diversité humaine, qui est partiellement un continuum passant par des transitions. C'est seulement sous l'influence d'Emmanuel Kant, qui publia différents traités sur les races humaines entre 1775 et 1788, que Blumenbach révise ses positions au milieu des années 1790 et admet que certaines différenciations du phénotype pourraient être irréversibles.
Kant considérait que l'espèce humaine était à son origine pourvu de germes susceptibles d'être activés par tel ou tel climat afin de s'y adapter. C'est d'après lui le mécanisme de la raciation de l'espèce humaine. Dans les deux cas, contrairement à ce qu'on a cru, Kant et Blumenbach sont convaincus de l'unité de l'espèce humaine : « toutes les nations, sous tous les climats, appartiennent strictement à une seule et même espèce ».
Blumenbach défend une forme de monogénisme contre certains de ses contemporains, en particulier l'anatomiste Samuel Thomas Sömmerring et l'historien et essayiste Christoph Meiners. Mais au cours du XIXe siècle l’hérédité de ces caractères raciaux sera rapidement démontrée, ensuite Darwin apportera l'explication de la différenciation raciale à l’intérieur de l'espèce par le même mécanisme que pour la différenciation des espèces : la sélection naturelle. Puis est venue la génétique qui donne accès au support de ces différences intrinsèques et permet de comprendre et mesurer avec une grande précision la diversité humaine qui est complexe.
Blumenbach est le premier conservateur du Königliches Academisches Museum de Göttingen.

## Liste partielle des publications
- 1783-1788 : Medicinische Bibliothek (Göttingen : J. C. Dieterich).
- 1786 : Institutiones physiologicae (Göttingen : J. C. Dieterich, quatrième édition en 1821) — traduit en français sous le titre de Institutions physiologiques... par Jean-François Xavier Pugnet (1765-1846) (Lyon : J.-T. Raymann).
- 1786 : Introductio in historiam medicinae litterariam (Göttingen : J. C. Dieterich).
- 1787 : D. Jo. Frid. Blumenbachii... de Nisu formativo et generationis negotio nuperae observationes (Göttingen : J. C. Dieterich).
- 1788 : D. Jo. Frid. Blumenbachii... Commentatio de vi vitali sanguinis, recitata in consensu sollenni Soc. reg. scientiar. inter semisaecularia Academiae (Göttingen : J. C. Dieterich).
- 1788 : Synopsis systematica scriptorum quibus inde ab inauguratione Academiae Georgiae Augustae d. 17 septembre 1737 usque ad sollemnia istius inaugurationis semisaecularia 1787 disciplinam suam augere et ornare studuerunt professores medici gottingenses, digessit et edidit Jo. Fr. Blumenbach (Göttingen : J. C. Dieterich).
- 1790 : Jo. Frid. Blumenbachii... Decas I (-VI) collectionis suae craniorum diversarum gentium illustrata (Göttingen : J. C. Dieterich).
- 1795 : De Generis humani varietate nativa (Göttingen : Vandenhoek et Ruprecht) lire en ligne sur Gallica — traduit en français sous le titre de De l'Unité du genre humain et de ses variétés, ouvrage précédé d'une lettre à Joseph Banks, baronet et président de la Société Royale de Londres par Frédéric Charles Chardel (1776-1849) (Paris : Allut), lire en ligne sur Gallica.
- 1796-1805 : Abbildunge naturhistorischer Gegenstände (Göttingen : J. H. Dieterich) Texte intégral.
- 1798 : Über die natürlichen Verschiedenheiten im Menschgeschlechte... (Leipzig : Breitkopf et Härtel).
- 1803 : Specimen archoeologiae telluris terrarumque imprimis Hannoveranarum (Göttingen : H. Dieterich).
- 1803 : Manuel d'histoire naturelle, traduit de l’allemand par François Artaud de Soulange (deux volumes, Metz : Collignon).
- 1805 : Handbuch der vergleichenden Anatomie (Göttingen : H. Dieterich, réédité chez le même éditeur en 1807).
- 1806 : Vergleichende Anatomie und Physiologie den Verdauungswerkzeuge der Säugethiere und Vögel (Berlin).
- 1807 : Geschichte und Beschreibung der Knochen des menschlichen Körpers. Zweyte sehr vermehrte Ausgabe (Göttingen : H. Dieterich).
- 1807 : A Short System of comparative anatomy traduit par William Lawrence (1785-1867) (Londres : Longman, Hurst, Rees et Orme).
- 1808 : Specimen historiae naturalis, antiquae artis operibus illustratae, eaque vicissim illustrantis (Göttingen : H. Dieterich).
- 1810 : Abbildunge naturhistorischer Gegenstände (Göttingen : H. Dieterich).